# Psaliodes jabata
Psaliodes jabata är en fjärilsart som beskrevs av Paul Dognin 1899. Psaliodes jabata ingår i släktet Psaliodes och familjen mätare. Inga underarter finns listade i Catalogue of Life.